# Новосёлки (Правдинский район)
Новоселки — посёлок в Правдинском районе Калининградской области. Входит в состав Железнодорожного городского поселения.

## Население
| 2002 | 2010 |
| ---- | ---- |
| 149  | ↘109 |